# Вишневый Яр (Бурынский район)
Вишневый Яр (укр. Вишневий Яр) — село,
Снежковский сельский совет,
Бурынский район,
Сумская область,
Украина.
Код КОАТУУ — 5920986402. Население по переписи 2001 года составляло 15 человек .

## Географическое положение
Село Вишневый Яр находится на расстоянии в 2 км от правого берега реки Терн.
На расстоянии в 1,5 км расположено село Снежки.